# Auheimer Mainbrücke
Die Auheimer Mainbrücke ist eine Eisenbahn- und Straßenbrücke in Hanau, die den Main quert und bei Mainkilometer 59,560 die Hanauer Stadtteile Großauheim und Klein-Auheim miteinander verbindet.

## Geschichte
Die 240 Meter lange Brücke wurde als fünfteilige Gitterkasten-Stahlbrücke für den eingleisigen nördlichen Streckenast der Odenwaldbahn, der Babenhausen mit Hanau verbindet, 1882 bei Eisenbahnstreckenkilometer 86,27 von der Hessischen Ludwigsbahn in Betrieb genommen. Beim Bau wurden die vier Strompfeiler aus Buntsandstein gleich so breit errichtet, dass die Strecke durch ein zweites Gleis hätte erweitert werden können, was aber nie geschah. Vielmehr wurde diese Möglichkeit stattdessen später genutzt, um eine Straße parallel über den Main zu führen. 1925 wurde der ursprüngliche Überbau auf die östliche Pfeilerhälfte verschoben und auf der Westseite eine neue Eisenbahnbrücke mit größerer Tragfähigkeit errichtet, da bereits zu diesem Zeitpunkt keine volle Leistungsfähigkeit des 1882 errichteten Überbaus bei der steigenden Eisenbahnbelastung gegeben war.
Im Jahr 1941 erfolgte die Umwidmung des Ostüberbaus zur Straßenbrücke. Hierzu wurden Fertigteilplatten aus Beton auf das bestehende Tragwerk aufgebracht. Aufgrund der geringen Breite des Überbaus (Achsmaß der äußeren Fachwerkträger 4,70 m) konnte diese bei einer Fahrbahnbreite von 3,55 m nur einspurig befahren werden.
Am Ende des Zweiten Weltkrieges wurde die Eisenbahnbrücke von der sich zurückziehenden Wehrmacht zerstört, die Straßenbrücke schwer beschädigt. Beide wurden danach wieder aufgebaut. An den Pfeilern sind noch Sprengspuren zu erkennen. Der Überbau des Straßenbauwerks weist noch Durchschüsse auf, die in den 1970er Jahren zusammen mit Anfahrschäden aus der Schifffahrt und dem Kfz-Verkehr statisch bewertet und mechanisch bearbeitet wurden (beispielsweise durch Ausschleifen oder Aufbohren der Schadstellen), um an den Einrissen Spannungsspitzen zu reduzieren.
Die einspurige Führung der Straße, heute Brückenstraße, musste aufgrund des anwachsenden Verkehrs ab 1952 mit einer Ampel gesichert werden. 1988 kaufte die Stadt Großauheim dem Landkreis das Bauwerk ab, da durch die neu errichtete Limesbrücke und die neue Bundesstraße B43a für den Landkreis ein Erhalt des Bauwerks nicht mehr erforderlich war und über einen Abriss diskutiert wurde. Aufgrund der seit Bauwerkserrichtung bereits erheblich gestiegenen Verkehrsbelastungen wurde das Bauwerk für den Autoverkehr gesperrt und war seitdem nur noch für Fußgänger und Radfahrer passierbar. Eine Ausnahme stellte noch der Verkehr der Buslinie 6 der Hanauer Straßenbahn dar, die noch einige Jahre über das Bauwerk fuhr.
Die Straßenbrücke war mit einer Durchfahrtshöhe von 4,38 m für die Schifffahrt die niedrigste im Verlauf der Rhein-Main-Donau-Wasserstraße. 2005 wurden deshalb zwei Brückensegmente um ca. 80 cm angehoben. Unterhalb des bestehenden Fachwerks wurde ein Anprallschutz montiert, der im Fall einer Schiffshavarie die einwirkenden Anpralllasten in die Unterbauten ableitet. Die Anhebung des Bauwerks und die Unterkante des neuen Verbands wurden so geplant, dass diese der Durchfahrtshöhe der Eisenbahnbrücke entsprechen.
Im Rahmen der Brückenhauptprüfung im Jahr 2023 wurde infolge eines Schiffsanprallschadens, der aus den Jahren vor der Installation des Anprallschutzes stammt, die Standsicherheit des Bauwerks angezweifelt. Das Bauwerk wurde im Juli 2023 umgehend gesperrt. Eine folgend durchgeführte Objektbezogene Schadensanalyse bestätigte die Tragfähigkeitsmängel und die Sperrung blieb aufrechterhalten.